# ¿Quién mató a Patricia Soler?
¿Quién Mató a Patricia Soler? é uma telenovela colombiana produzida pela RTI Televisión para a MundoFox e a RCN Televisión em 2014. É uma nova versão da telenovela chilena La Madrastra, original de Arturo Moya Grau, baseada na adaptação homônima mexicana de Liliana Abud. Esta versão foi escrita por Ana María Martínez, Carlos Fernández de Soto, José Fernando Pérez, Carolina Pérez e Claudia Rojas
É protagonizada por Itatí Cantoral e Miguel de Miguel, com as participações antagônicas de Kristina Lilley, Ana Wills, Juan de Dios Ortiz, Paula Barreto, Andrea López, Ricardo Vélez e Aldemar Correa. Conta com as atuações estelares de Natalia Ramírez, Luz Stella Luengas e César Mora, além da participação especial de Géraldine Zivic. A telenovela foi exibida originalmente em 9 de fevereiro de 2015 e concluída em 30 de julho de 2015 na MundoFox.

## Sinopse
Dezessete anos atrás, um grupo de amigos, sócios de um empório joalheiro, viajou a negócios para Nova York. Certa noite, Sara Fernández, esposa de Sebastián Sinisterra, presidente da empresa, é surpreendida ao lado do cadáver de Patricia Costumar, com um revólver em suas mãos. Ela é levada a julgamento, onde Samuel, um dos sócios de Sebastián, apaixonado por Sara, testemunha contra ela por não ter seus sentimentos correspondidos, resultando em sua condenação à prisão perpétua.
Na prisão, Sara, transformada em uma mulher dura, tem como único passatempo a fabricação de belas peças de joalheria em prata, uma arte que ensina à sua colega de cela, a quem acaba confidenciando sua história. Devido à sua condenação, Sara perdeu seus dois filhos pequenos, Luzia e Camilo, e sofre terrivelmente pela injustiça cometida por Sebastián, que, ao se divorciar dela, a abandonou para sempre. Agora, um único pensamento motiva a vida de Sara: obter sua liberdade, recuperar seus filhos e desmascarar o verdadeiro assassino de Patricia para, finalmente, fazer justiça.
Enquanto isso, Sebastián e os demais sócios seguem com suas vidas. Joaquín e Florencia conseguiram alcançar um bom status, enquanto Ricardo e Gabriela, arruinados por maus investimentos, tentam casar sua sobrinha, Silvia, com o próprio Sebastián, na esperança de recuperar a riqueza perdida. Samuel nunca se arrependeu de ter mentido contra Sara. Alba e Carmen, tias de Sebastián, mantêm suas ações na empresa e sua influência na família. Além disso, seus filhos, Camilo e Luzia, junto com Diego (filho de Patricia) e Rodrigo (filho caçula de Carmen), passaram a fazer parte da administração do empório joalheiro.
Após obter um indulto graças ao seu advogado, Sara finalmente consegue sua liberdade e retorna ao país determinada a recuperar sua dignidade e fazer justiça pela morte de Patricia. Conforme a história avança, vários suspeitos são descartados, restando apenas três dos que estiveram naquela viagem como os prováveis assassinos. No desfecho, Sara descobre a identidade do verdadeiro culpado e, em um confronto com ele, fica à beira da morte, mas Sebastián a salva e entrega o assassino às autoridades para que pague por todos os seus crimes.

## Elenco
- Itatí Cantoral - Sara Fernández Acosta de Sinisterra
- Miguel de Miguel - Sebastián Sinisterra Aragón
- Géraldine Zivic - Patricia Soler De Cervantes
- Juan de Dios Ortiz - Ricardo Sotomayor Amador
- Kristina Lilley - Alba Sinisterra Rivas
- Sandra Itzel - Lucía Sinisterra Fernández
- Natalia Ramírez - Carmen Sinisterra Rivas
- Paula Barreto - Daniela Contreras De Sotomayor
- Juan Pablo Franco - Samuel Gutiérrez Fuentes
- Ricardo Vélez - Joaquín Delgado
- Andrea López - Florencia Ríos De Delgado
- Ana Wills - Silvia Contreras / Irene Contreras
- Raúl Gutiérrez - Padre Belisario
- César Mora - Da Vinci
- Carlos Hurtado - Hilario Martínez
- Luz Stella Luengas - Socorro
- Ricardo Mejía - Diego Cervantes Soler
- José Daniel Cristancho - Camilo Sinisterra Fernández
- Santiago Gómez - Rodrigo Sinisterra / Rodrigo Sotomayor Sinisterra
- Nicolás Nocetti - Eduardo Salgado
- Aldemar Correa - Carlos Martínez
- Camila Rincón - Amiga de Silvia
- Laura Junco - Ximena
- Carlos Felipe Sánchez - Pablo
- Estefanía Piñeres - Vivian Cortés
- Milena Ribero - Valeria
- Viviana Pulido - Manuela
- Natalia Giraldo - Rebeca
- Carmenza González - Carlota "La Duquesa"
- José Manuel Ospina - José
- Freddy Ordóñez - Vecino del Pulpo
- Nicolas Nocetti - Eduardo Salgado
- Carmenza Cossio - Esther
- Isabel Cristina Estrada - Angélica
- Margarita Reyes - Débora
- Federico Rivera - Ismael
- Juan Manuel Restrepo - Miguel Tobón
- Adrián Jiménez - Amigo de Ismael
- Javier Delgiudice - Luciano "el abogado de Sara"
- Andrés Felipe Martínez - Psiquiatra Alberto
- Maru Yamayusa - Melania
- Hernán Méndez - Fidel Acero
- Samantha Rocha - Lina Acero
- Martha Liliana Calderón - Sonia "Prepago, amante de Carlos"
- Germán Escallón - Don Roque "Jefe de Rodrigo"
- Daniel Rincón - Alfredo Téllez "Jefe de Lucía"
- Jorge López - Arturo Cervantes "Esposo de Patricia Soler"
- Alejandro Buenaventura - Médico de la familia Sinisterra
- Manuel Busquets - Jaime Quiroz "Gerente del Banco"
- Gustavo Angarita - Fausto
- Margalida Castro - Madre Victoria
- Alberto Saavedra - Doctor
- Kenny Delgado - Doctor
- Franártur Duque - Taxista[3]
- Alejandro López - Fernando Ramírez (Doctor del Centro Psiquiátrico)
- Alfonso Peña - Doctor Clínica Virrey
- Haydée Ramírez - Doctora
- Carlos Posada - Empleado Hotel Nueva York
- Fernando Arango - Capitán de la Policía
- Pedro Mogollón - Licenciado Azteca
- Astrid Junguito - Licenciada
- Víctor Rodríguez - Ex de Débora
- Ana María Abello - Psicóloga de Alcohólicos Anónimos
- Claude Pimont - Abogado de Sebastián
- George Carlin - Juez
- Samuel Zuluaga - Ramón

## Adaptações
- La madrastra, telenovela chilena produzida por Canal 13 em 1981, sendo protagonizada por Jael Ünger e Walter Kliche. Esta foi a história original de grande trascendencia em Chile.
- Viver um pouco, telenovela mexicana produzida por Valentín Pimstein para Televisa em 1985, sendo protagonizada por Angélica Aragón e Rogelio Guerra.
- Para toda a vida, telenovela coproducida por Televisa e o canal chileno Mega da mão de Lucero Suárez e Juan Osorio Ortiz em 1996, sendo protagonizada por Ofelia Medina e Exequiel Lavanderos.
- Forever, telenovela estadounidense coproducida por Fox TV e Televisa da mão de Carlos Sotomayor em 1996, sendo protagonizada por Maria Mayenzet e James Richer.
- A madrastra, telenovela produzida por Salvador Mejía Alejandre para Televisa em 2005, sendo protagonizada por Victoria Ruffo e César Évora.
- A madrastra, telenovela produzida por Carmen Armendáriz para TelevisaUnivision em 2022, sendo protagonizada por Aracely Arámbula e Andrés Palácios.